# Якоба (герцогиня Баварії)
Якоба I (*Jakobe I, 15 липня 1401 — 8 жовтня 1436) — герцогиня Баварсько-Штраубінзька, графиня Голландії, Зеландії у 1417—1433 роках, графиня Геннегау у 1417—1432 роках. Відома також як Жаклін де Ено.

## Життєпис

### Молоді роки
Походила з династії Віттельсбахів. Донька Вільгельма II, герцога Баварії-Штраубін, графа Голландії, Зеландії та Геннегау, і Маргарити, дочки Філіппа II, герцога Бургундії. Народилася у 1401 році в Гаазі. Точна дата невідома: 15 або 16 липня (за іншими відомостями — серпня). У 1403 році була заручена з Жаном, сином Карла VI, короля Франції. 1406 році це рішення було підтверджено угодою в Компьєні. На той час наречений Якоби став герцогом Туреньським. разом з майбутнім чоловіком виховувалася в замку Ле-Кенуа.
1411 року було отримано згоду папи римського на шлюб, весілля відбулося 1415 року в Гаазі. Невдовзі чоловік Якоби стає дофіном (спадкоємцем французької корони). У 1416 року на вимогу Вільгельма II шляхта Голландії, Зеландії та Геннегау визнає Якобу спадкоємцею цих графств, разом з тим не вдалося домогтися від імператора Сигізмунда підтвердження цьому рішенню.

### Боротьба за батьківську спадщину
У квітні 1417 року помирає її чоловік, а наприкінці травня того ж року — батько. В результаті Якоба стає графинею Голландії, Зеландії та Геннегау, а також герцогинею Баварсько-Штраубінською, проте останньою суто номінально. У 1418 році вона стикнулася з амбіціями свого стрийка Іоганна III, який заручився підтримкою імператора. Втім Якоба, спираючись на поради матері, намагалася мирно вирішити суперечку. При цьому для зміцнення свого становища вийшла заміж за Жана IV, герцога Брабанту. Проте усе було марно: у 1419 році розпочалася відкрита війна. При цьому опорою Якоби стало графство Геннегау, а в Голландії та Зеландії на її бік стала знать (партія гачків), суперника герцогині підтримували міста (партія тріски).
У битві при Горкумі її війська здобули перемогу, проте в цей час повстало місто Дордрехт, яке перейшло на бік Іоганна III. Водночас завдяки інтригам імператора Сигізмунда на Констанцькому соборі папа римський Мартин V  скасував дозвіл на шлюб між Якобою та Жаном IV, що значно послабило її позиції. Тоді Якоба звернулася до Філіппа Бургундського, якому заклала міста Дордрехт, Роттердам і Горкум та області навколо них. Спираючись на підтримку останнього Якоба та Жан IV змогли посилити позиції в Голландії та Зеландії. Тому отримали пропозицію від Іоганна III щодо фінансових виплат протягом 5 років в обмін на відмову того від прав на нідерландські графства. Але втручання папи римського, який остаточно скасував шлюб Якоби не дало статися цій угоді. Спроба Жана Брабантського захопити Дордрехт виявилася невдалою. Тому він за спиною Якоби уклав Мартинсдикську угоду, за якою Іоганну III на 12 років передавалося в управління Голландія та Зеландія, а Геннегау залишалася за Якобою.
Якоба не визнала цієї угоди, остаточно розлучилася з Жаном IV, розпочавши війну проти стрийка. Втім її сподівання на допомогу Бургундії виявилися марними, оскільки в цей час було укладено Труаський договір, за яким Генріх V, король Англії, став спадкоємцем трону Франції. Водночас Філіпп Бургундський став новим герцогом Бургундії як Філіпп III. Зусилля останнього були спрямовані на захист своїх володінь. У 1420 році Якоба зазнала поразки при Лейдені, втративши всі володіння в Голландії.
У 1421 році вона перебралася до Англії, де сподівалася здобути підтримку, але невдовзі англійський король помер. У 1423 році вийшла заміж за Гамфрі Ланкастера, герцога Глостера, регента Англії при малолітньому Генріху VI. 1424 року разом з чоловіком та англійським військом висадилася в Кале, а наприкінці того ж року відновила владу в Геннегау.
1425 року після смерті Іоганна III Якоба зуміла захопити Голландію та Зеландії. Водночас висунула права на повновладне правління Баварією-Штраубін. Але проти неї виступив імператор, якого в Нідерландах підтримав колишній чоловік Жан IV Брабантський, який не визнав розлучення, а в Баварії — представники інших ліній Віттельсбахів.
Невдовзі Жан Брабантський розпочав нову війну. Папа римський Мартин V став на його бік. Проте вже наприкінці року герцог Брабанту помер. Справу останнього продовжив Філіпп III, герцог Бургундії, якого Жан Брабантський призначив штатгальтером Голландії та Зеландії. Про нього з військом виступив чоловік Якоби — Гамфрі Глостер. Це негативно позначилося на англо-бургундському союзі, завдяки якому король Англії володів північчю Франції. У 1426 році війська Гамфрі зазнали поразки у битві при Бруерсгафені, а потім Якоба потрапила у полон в Генті.
У 1428 році шлюб Якоби з Гамфрі було анульовано. Того ж року вона вимушена була укласти Дельфтську угоду з Філіппом III, за яким Якоба поступилася Філіпу управлінням своїми землями, але зберегла свій титул і також взяла на себе зобов'язання не вступати в шлюб без дозволу Філіпа III, матері та Генеральних штатів.
У 1430 Якоба остаточно оформила розлучення з герцогом Глостерским. У 1432 таємно одружилася з зеландським шляхтичем Францем Борзеленом. Герцог Бургундський захопив його в полон, і, щоб врятувати Борзелена від страти, Якоба була змушена відректися від своїх можновладних прав на графство Геннегау, а 1433 року — Голландію та Зеландію на користь Філіпа III, після чого її землі були приєднані до Бургундії. Натомість отримала маєтності в Зеландії. 1433 році її також було позбавлено герцогства Баварсько-Штраубінського.
У 1434 року було підтверджено її шлюб з Борзеленом, вона оселилася у замку Тейлінген, де померла 1436 року від сухот. З нею припинилася ніделандська лінія Віттельсбахів.